# 775
Năm 775 là một năm trong lịch Julius.

## Sự kiện
- Sự kiện gia tăng cacbon-14, tiếp tục từ năm 774.